# Bodo Hell

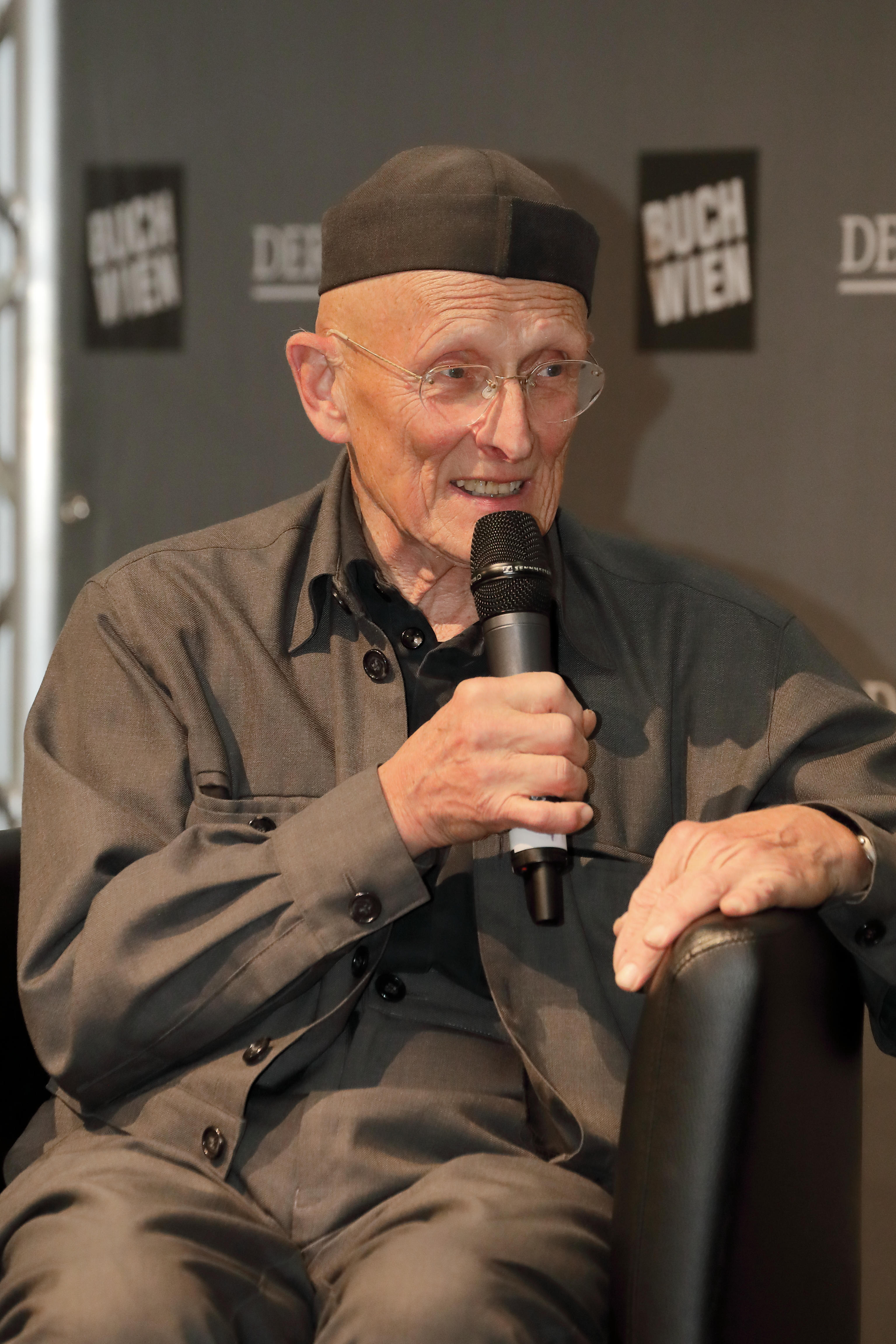
Bodo Hell (2019)

Bodo Hell (* 15. März 1943 in Salzburg, seit 11. August 2024 im Dachsteingebirge vermisst und seit 9. September von seinem Verlag als verschollen erklärt) ist ein österreichischer Schriftsteller.

## Leben
Hell studierte am Salzburger Mozarteum Orgel und in Wien an der Akademie für Musik und darstellende Kunst Film und Fernsehen, an der Universität Philosophie, Germanistik und Geschichte, danach entschied er sich, sich ganz dem Schreiben zu widmen. Bodo Hell lebt in Wien und besitzt in Altenhof am Kamp einen Zweitwohnsitz. Im Sommer betreut er seit Ende der 1970er Jahre auf der Grafenbergalm am Dachstein, Steiermark, ca. 100 Stück Rinder.
Er arbeitete unter anderem mit Friederike Mayröcker, die er als seine persönliche literarische Leitfigur im Bereich der Prosa bewertet, Ernst Jandl, der für ihn ein richtungsweisender Lyriker ist, Liesl Ujvary, Bady Minck und mit Hil de Gard zusammen. Hell sieht sich selbst als „faktenorientierten“ Autor, dessen Anspruch es ist, sorgfältig Fakten zu recherchieren und sie mittels differenzierter sprachlicher Methoden in einen Prosazusammenhang zu bringen. Hells Werke reichen seit den 1970er Jahren von literarischen Publikationen bis zu experimenteller Prosa, veröffentlicht als Bücher, Hörspiele, Text-Foto-Bände und Filme. Er verfasste Beiträge für Zeitungen wie Die Presse und Falter sowie für den ORF. 1997 übernahm er die Leitung eines Kurses im Rahmen der September-Akademie der Schule für Dichtung.
Hell wurde am 11. August 2024 als vermisst gemeldet, nachdem ein Bekannter ihn nicht auf der Grafenbergalm, seinem Sommerwohnsitz im Dachsteingebirge, vorgefunden hatte. Zuletzt wurde er von Wanderern am 9. August gesehen. Am 14. August 2024 wurde die groß angelegte Suchaktion, die sowohl von oberösterreichischer wie von steirischer Seite aus durchgeführt wurde, erfolglos für beendet erklärt. Am 9. September erklärte sein Verlag „Bodo Hell offiziell als verschollen“.

## Auszeichnungen
- 1972: Rauriser Literaturpreis
- 1973: Staatsstipendium des Bundesministeriums für Unterricht und Kunst für Literatur
- 1975: Förderungspreis für Literatur des Theodor-Körner-Stiftungsfonds zur Förderung von Wissenschaft und Kunst
- 1976: Förderungsbeitrag des Wiener Kunstfonds der Zentralsparkasse der Gemeinde Wien für Literatur
- 1981: Förderungspreis der Stadt Wien für Literatur
- 1986, 1987 und 1993: Buchprämie des Bundesministeriums für Unterricht und Kunst
- 1988: Förderungspreis des Bundesministeriums für Unterricht und Kunst für Erzählungen
- 1989–90: Elias-Canetti-Stipendium der Stadt Wien
- 1991: Erich-Fried-Preis
- 1991: Kulturpreis der Marktgemeinde St. Johann im Pongau
- 1999: Literaturpreis der Stadt Wien
- 1999/2000: Projektstipendium für Literatur des BKA
- 2003: Preis der Literaturhäuser
- 2005: Stipendium der Calwer Hermann-Hesse-Stiftung
- 2006: Telekom-Austria-Preis beim Ingeborg-Bachmann-Preis[9]
- 2014: THEATERlandPREIS des Landes Steiermark beim bestOFFstyria-Theaterfestival (mit den Rabtaldirndln)
- 2017: Heimrad-Bäcker-Preis
- 2017: Christine Lavant Preis[10]
- 2019: Großer Kunstpreis des Landes Salzburg[11]
- 2023: Österreichischer Kunstpreis für Literatur[12]
- 2024: Literaturpreis des Landes Steiermark[13]

## Werke

### Texte
- 1977: Dom Mischabel Hochjoch Drei Bergerzählungen. Nachw.: Friederike Mayröcker. Linz: edition neue texte.
- 1983: Stadtschrift 200 Fotos und Text: „Linie 13A“. Linz: edition neue texte.
- 1986: Larven Schemen Phantome Der Donner des Stillhaltens. Ill.: Friederike Mayröcker, Bodo Hell. Graz, Wien: Droschl.
- 1987: 666. Erzählungen Fotos: Bodo Hell. Graz, Wien: Droschl.
- 1989: Wie geht's? Erzählungen, Zeichnungen. Ill.: Hil de Gard. Graz, Wien: Droschl.
- 1992: Die wirklichen Möglichkeiten Zwei Reden zum Erich Fried-Preis 1991. [Mit Ernst Jandl]. Graz, Wien: Droschl.
- 1992: Gang durchs Dorf: Fingerzeig Fotografien zu „Blumenwerk“. Friederike Mayröcker – Ländliches Journal / Deinzendorf. Hrsg.: Franz Krahberger. Weitra: Verlag Bibliothek der Provinz, ISBN 3-900878-73-0.
- 1993: Frauenmantel Fotohistorischer Essay von Kurt Kaindl. Fotos: Karl Heinrich Waggerl. Text zur Fundgeschichte der Fotos: Elisabeth Kornhofer, Bildauswahl: Bodo Hell, Kurt Kaindl. Salzburg: Otto Müller,.
- 1993: Gaußplatz 11 (mit Lotte Ingrisch, Linde Waber). Wien: David-Presse.
- 1993: In allen Strophen geläufig (mit Martin Lachmair). Wien: o. V.
- 1994: Mittendrin Erzählungen, Zeichnungen. Ill.: Hil de Gard. Graz, Wien: Droschl.
- 1996: Herr im Schlaf Ein Griff ins emblematische Alltagstheater. Graz / Schwerin: Forum Stadtpark Theater / Mecklenburgisches Staatstheater.
- 1999: Die Devise lautet Erzählung. Coverfoto: Didi Sattmann. Wien: Edition Splitter.
- 2000: Augenklappe Text. Fotografie. (Fotografie: Otto Saxinger). Linz: Blattwerk.
- 2001: Im Prinzip gilt, edition splitter
- 2002: Ria nackt - Ariadne im Garn, Operntext, mit Renald Deppe und Othmar Schmiderer, Triton Verlag
- 2003: Tracht: Pflicht Lese+Sprechtexte. Literaturverlag Droschl
- 2005:Yppenplatz 4365m2, Bilder von Linda Wolfsgruber, Verlag Bibliothek der Provinz
- 2006: Frost: relaunched „Wissen lenkt vom Wissen ab, wissen Sie!“ (mit Norbert Trummer u. Renate Welsh). Verlag Bibliothek der Provinz, ISBN 978-3-85252-766-6.
- 2008: Herbe Garbe, Weiberkittel. Von Heiligen, Pflanzen und Substanzen, mit Elsbeth Wallnöfer, Wolfgang und Peter Kubelka, marmelade.co.at
- 2008: Admont abscondita Denk-Bilder aus der barocken Klosterbibliothek (mit Norbert Trummer). Verlag Bibliothek der Provinz, ISBN 978-3-85252-894-6.
- 2010: Nothelfer, Essay 60, Literaturverlag Droschl, Graz
- 2011: Immergrün Sudarium/Calendarium, mit Linda Wolfsgruber, Folio Verlag, Wien-Bozen
- 2012: Untersberg. Geschichten – Grenzgänge – Gangsteige, mit Elsbeth Wallnöfer, Peter Kubelka und Walter Seitter, Anton Pustet, ISBN 3-7025-0669-1.
- 2012: Nachsuche, mit Ingrid Schreyer, editionkrill
- 2013: Im Flug der Tage. Texte von Bodo Hell zu Tageszeichnungen von Linde Waber
- 2013: Bodo Hell Omnibus, exemplarische Texte und Kommentare, Literaturverlag Droschl
- 2014: Matri Mitram Engelsgespräche/Bildersturm; Restaurierung Wallfahrtskirche Frauenberg bei Admont. Mit Norbert Trummer, Verlag Bibliothek der Provinz ISBN 978-3-99028-428-5
- 2014: Landschaft mit Verstoßung. Klangbuch mit CD. Mit Friederike Mayröcker und Martin Leitner, Mandelbaum Verlag
- 2014: Vom Umarmen / vom Einflüstern (Textplakat mit und zu Friederike Mayröcker (ein Schumann-Wahnsinn) Flugschrift 10, Lit.haus Wien. Akustische Teilrealisation.
- 2015: Stadtschrift [II] Fotos und Texte. Weitra: Verlag Bibliothek der Provinz, ISBN 978-3-99028-185-7. [Bibliothek urbaner Kultur; 5. - Edition Seidengasse]
- 2016: Kein Maulwurfshügel. Topographische Semmeringbilder, mit Norbert Trummer, Bibliothek der Provinz
- 2017: Ritus und Rita Literaturverlag Droschl, Graz, ISBN 978-3-85420-992-8.
- 2017: Parallelprosa mit Insel Werd, mit Zsuzsanna Gahse, Edition Thanhäuser
- 2017: Kunstschrift. Verni-Fini-Midissagen. 90 Positionen von Abramovic bis Zumthor, Verlag Bibliothek der Provinz
- 2018: Wilder Dachstein, mit Elsbeth Wallnöfer und Peter Kubelka, Verlag Anton Pustet
- 2018:Tornado - Spur ins Heute (mit Alois M. Holzer und Peter Gruber), ESSL, ISBN 3-9500671-1-6.
- 2019: Ötzi 1991991 - eine Rekapitulation (mit Martin Leitner und einem download-link zum binanauralen Hören, AufstiegsText und Interviews mit Elmar Horrer, Hans Haid u.a.), Verlag Bibliothek der Provinz
- 2019: Auffahrt. Neue Hagiographien, Literaturverlag Droschl, Graz 2019, ISBN 978-3-99059-039-3.
- 2023: Natur Aufnahme. Von Ziegen, Zaunammern und Zikaden, mit Martin Leitner und Georg Vogel. Klangbuch mit CD, Mandelbaum Verlag
- 2023: Begabte Bäume. Mit Zeichnungen von Linda Wolfsgruber. Literaturverlag Droschl, Graz, ISBN 978-3-99059-130-7.

### Hörspiele
- 1974: Zwettl Gmünd Scheibbs  (Mit Liesl Ujvary), ORF
- 1978: Kopf an Kopf (Mit Liesl Ujvary), NDR
- 1981: Akustisches Portrait  (Mit Liesl Ujvary), SDR
- 1980: Autorenmusik (Mit Liesl Ujvary, Regie: Günter Guben), SDR Stuttgart
- 1989: Ziegenmelken (Regie: Bodo Hell) ORF
- 2013: Landschaft mit Verstoßung. Ein dreifaltiges Hörstück (mit Friederike Mayröcker und Martin Leitner)
- 2019: Tisenjoch (mit Martin Leitner) Ö1
- 2023: Natur Aufnahme. Von Ziegen, Zaunammern und Zikaden (mit Martin Leitner und Georg Vogel)

### Filme
- 1981: Linie 13 A (Drehbuch: Bodo Hell)
- 1990: 1 Häufchen Blume – 1 Häufchen Schuh (TV-Feature über Friederike Mayröcker, Regie: Carmen Tartarotti, Bodo Hell)
- 1995: Im Bannkreis (Drehbuch: Bodo Hell / Othmar Schmiderer)
- 1997: AM STEIN, Dokumentarfilm 110 min (Buch Bodo Hell / Othmar Schmiderer, Regie: Othmar Schmiderer)
- 2001: Land ohne Eigenschaften (Dokumentation)
- 2003: Im Anfang war der Blick (Drehbuch und Regie: Bady Minck)
- 2013: Im Augenblick – Die Historie und das Offene, 33 min (Essayfilm) für, mit Bodo Hell von Othmar Schmiderer & Angela Summereder

## Film
- HELLwach – Hommage an Bodo Hell. Österreich, 2025, 86 Min., Regie: Carola Mair.

Die Welturaufführung fand am 3. Mai 2025 im Rahmen des Crossing Europe Filmfestivals Linz statt.